# آنتونیو دی سالوو
آنتونیو دی سالوو (زاده ۵ ژوئن ۱۹۷۹) مربی درجه فوتبال آلمانی-ایتالیایی و مهاجم سابق است. او هم‌اکنون سرمربی تیم ملی زیر ۲۱ سال آلمان است.

## دوران حرفه‌ای
دی سالوو دوران بازی خود در باشگاه محلی خود اس‌سی پادربورن از سال ۱۹۹۶ تا ۲۰۰۰ آغاز کرد. او از سال ۲۰۰۰ تا ۲۰۰۱ در بایرن مونیخ حضور کوتاهی داشت و بعد از آن تا سال ۲۰۰۶ برای هانزا روستوک بازی کرد. مدت کوتاهی پس از آن به مونیخ ۱۸۶۰ پیوست. پس از به ثمر رساندن ۸ گل در فصل ۰۸–۲۰۰۷، او از ناحیه زانو آسیب دید که او را برای مدتی از فوتبال دور نگه داشت. او دوران بازی خود را با باشگاه کاپفنبرگر اس‌وی به پایان رساند و تا سال ۲۰۱۰ هفت بازی انجام داد.

## دوران مربیگری
دی سالوو پس از دوران بازی خود، دوره‌های مربیگری را آغاز کرد و از سال ۲۰۱۱ تا ۲۰۱۳ به عنوان دستیار سرمربی به تیم زیر ۱۷ سال بایرن مونیخ پیوست. او مدت کوتاهی پس از آن در سال ۲۰۱۳ به عنوان دستیار تیم زیر ۱۹ سال آلمان انتخاب شد. در سال ۲۰۱۶، او به عنوان دستیار سرمربی تیم زیر ۲۱ سال تیم زیر ۲۱ سال آلمان تحت هدایت اشتفان کونتس انتخاب شد و به مدت پنج سال در این سمت بود. او به‌طور رسمی، مدرک حرفه‌ای خود را در سال ۲۰۱۸ با مجوز مربیگری فدراسیون فوتبال آلمان دریافت کرد. در ۲۳ سپتامبر ۲۰۲۱، دی سالوو به عنوان سرمربی تیم زیر ۲۱ سال آلمان انتخاب شد، به دلیل اینکه اشتفان کونتس برای هدایت تیم ملی ترکیه از تیم زیر ۲۱ سال آلمان جدا شده بود.

## زندگی شخصی
دی سالوو که در آلمان به دنیا آمد اما اصالتاً ایتالیایی است و ریشه خانواده او به سیسیل برمی‌گردد.

## افتخارات
بایرن مونیخ
- بوندسلیگا: ۰۱–۲۰۰۰
- لیگا پوکال: ۲۰۰۰